# Wahadło stożkowe

Wahadło stożkowe

Wahadło stożkowe – punktowa masa zawieszona na nierozciągliwej nici zamocowanej w punkcie znajdująca się w polu sił grawitacyjnych. Masa obraca się wokół osi równowagi wahadła, co odpowiada temu, że nić tworzy z osią pionową cały czas taki sam kąt.
Wahadło jest szczególnym przypadkiem wahadła sferycznego.

## Analiza wahadła
Na nieważkiej nici o długości {\displaystyle L} zawieszone jest ciało o masie {\displaystyle m,} zataczając poziomy okrąg ze stałą prędkością {\displaystyle \upsilon .} Nić tworzy cały czas z pionem kąt {\displaystyle \theta }.
Na ciało działają dwie siły: naciąg nici {\displaystyle (N)} i siła ciężkości {\displaystyle (mg).}
- Składowa pionowa siły {\displaystyle N} równoważy przyciąganie grawitacyjne (siłę ciężkości)
{\displaystyle N\cos \theta =mg.}
- Składowa pozioma siły {\displaystyle N} jest siłą dośrodkową w ruchu po okręgu
{\displaystyle N\sin \theta ={\frac {mv^{2}}{r}}}

gdzie {\displaystyle r=L\sin \theta .}
Z powyższych równań wynika:
{\displaystyle {\frac {g}{\cos \theta }}={\frac {v^{2}}{r\sin \theta }}.}
Ponieważ {\displaystyle v=\omega r} (związek między prędkością liniową a kątową), przy czym {\displaystyle \omega ={\frac {2\pi }{T}}} to można powyższe zapisać jako
{\displaystyle {\frac {g}{\cos \theta }}={\frac {({\frac {2\pi r}{T}})^{2}}{r\sin \theta }},}
{\displaystyle {\frac {g}{\cos \theta }}={\frac {(2\pi )^{2}r}{T^{2}\sin \theta }},}
stąd
{\displaystyle T=2\pi {\sqrt {{\frac {r}{\sin \theta }}{\frac {\cos \theta }{g}}}}=2\pi {\sqrt {\frac {L\cos \theta }{g}}}}
oraz
{\displaystyle \omega ={\sqrt {\frac {g}{L\cos \theta }}}.}
Dla małych kątów {\displaystyle \theta ,} {\displaystyle \cos(\theta )\approx 1,} wówczas okres ruchu wahadła {\displaystyle T} wahadła stożkowego nie zależy od kąta wahadła i jest taki sam jak dla wahadła matematycznego o tej samej długości.